# QWERTZ

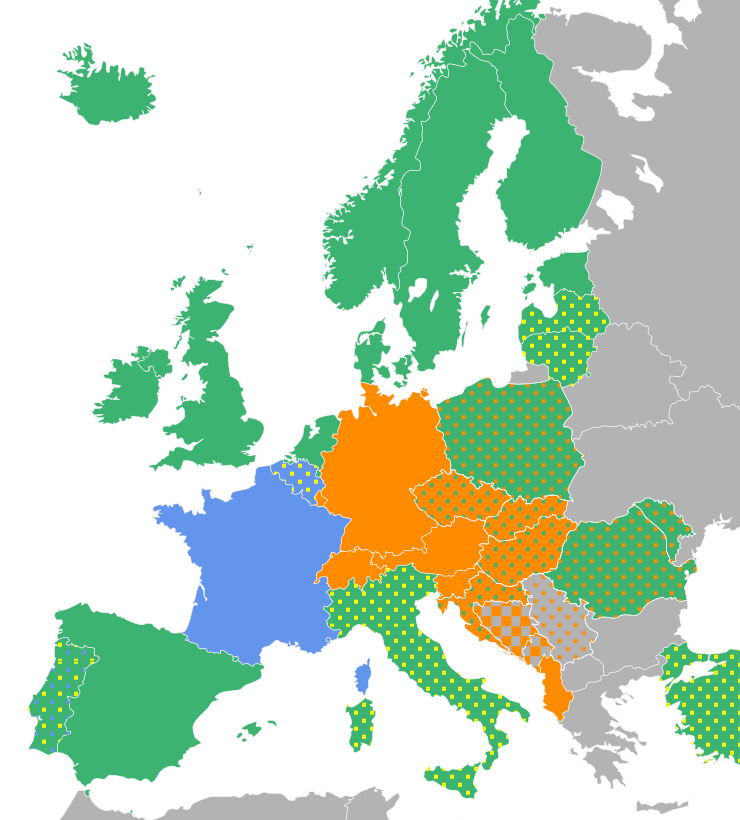
Distribution géographique des différents claviers en Europe :
QWERTY
QWERTZ
AZERTY
Dispositions nationales (notamment turque FGĞIOD, lettonne ŪGJRMV et lituanienne ĄŽERTY)
Écritures non latines

Le QWERTZ est une disposition des touches des claviers, essentiellement germanophone (Allemagne, Autriche, Luxembourg, Suisse et Liechtenstein) pour les ordinateurs et les machines à écrire. Son nom dérive des six premières touches de la rangée supérieure : Q, W, E, R, T et Z.
En Suisse et au Liechtenstein, aucune touche n'est consacrée à l'eszett allemand (ß), qui n'y est pas utilisé, ni au symbole de l'euro (€).  
Dans les régions francophone et italophone (clavier suisse romand), une variante permet d'accorder la priorité aux lettres latines accentuées (é, à, è) plutôt qu' à l'umlaut allemand (ö, ä, ü). Cette configuration spécifique suisse romande ou suisse alémanique permet d'éviter de devoir recourir à une manipulation telle que — sous Windows — appuyer simultanément sur les touches Alt + Maj ou Win + Maj.  
Des dispositions fondées sur le QWERTZ sont aussi utilisées en Hongrie, Pologne, République tchèque, Roumanie, Slovaquie, et dans la majorité des pays d'Europe centrale et d'Europe de l'Est utilisant l'alphabet latin, à l'exception des Pays baltes.

Configuration du QWERTZ en usage en Allemagne et en Autriche.
Configuration du QWERTZ en usage en Suisse et au Luxembourg.
Configuration du QWERTZ en usage en Hongrie.

## Terminologie
L'appellation de ce clavier vient de la disposition des 6 premières touches alphabétiques de ce clavier.